# 徳永直
徳永 直（とくなが すなお、1899年（明治32年）1月20日 - 1958年（昭和33年）2月15日）は、日本の小説家。熊本県飽託郡花園村（現熊本市西区）生まれ。職業を転々とした後、共同印刷の労働争議に参加し解雇。この体験から「太陽のない街」を『戦旗』に連載して、以来ナップ系の中心作家となった。戦後は新日本文学会に参加、『妻よねむれ』などを書いて活躍した。

## 経歴
貧しい小作人の長男に生まれ、小学校卒業前から、印刷工・文選工など職を転々とした。また丁稚奉公をしながら一時夜学に通うも中退、その後勤めた熊本煙草専売局の仲間の影響で文学・労働運動に身を投じ、1920年に熊本印刷労働組合創立に参加する。同時期新人会熊本支部にも加わり、林房雄らと知り合う。1922年山川均を頼って上京、博文館印刷所（後の共同印刷所）に植字工として勤務。この頃から小説を書き始め、1925年に「無産者の恋」を組合の雑誌に発表し、また習作として「馬」を書いた（発表は1930年になって、単行本に収録したときである）。翌年共同印刷争議に敗れ、同僚1700人とともに解雇される。
1929年この時の体験を基にした長編「太陽のない街」を『戦旗』に連載、労働者出身のプロレタリア作家として独自の位置を占めるようになる。以後旺盛な創作活動を展開するが、小林多喜二の虐殺など弾圧の強まる中で動揺し、1933年、『中央公論』に「創作方法上の新転換」を発表、文学の政治優先を主張する蔵原惟人らを批判し、日本プロレタリア作家同盟を脱退した。その一方で、小林多喜二の「党生活者」発表に当たって、弾圧への対策として伏字なしの校正刷りが作成された時には、その保管者の一人となり、戦後まで保管し、完全版の刊行に協力した。
1934年転向小説「冬枯れ」を発表し、1937年には『太陽のない街』の絶版宣言を自ら行った。もっとも、『先遣隊』（1939年）などの世に順ずる作品を発表する一方で、『はたらく一家』（1938年、これは映画化された）、『八年制』（1939年）など、働く庶民の生活感情に根ざした作品をも発表した。特に戦時下発表された『光をかかぐる人々』（1943年）では日本の活版印刷の歴史をヒューマニズムの観点から淡々と描くことで、戦争と軍国主義を暗に批判した。
戦後も『妻よねむれ』（1946年）、『日本人サトウ』（1950年）など旺盛な創作活動を行った。また、新日本文学会のなかでも、労働者作家の実力向上のために力をつくし、小沢清たちを育てた。とくに、東芝争議を題材に諏訪地方の労働者と農民のたたかいを描いた「静かなる山々」は、外国にも翻訳紹介され、1950年代の日本文学の代表としてソ連では高く評価されていた。『人民文学』の創刊に助力し、誌上で宮本百合子攻撃をしたこともあったが、基本的には労働者の運動を支持する立場をつらぬいた。1958年2月15日、『新日本文学』に連載中の長編「一つの歴史」を完結させないまま、末期の胃癌のために世田谷の自宅で病没した。享年59。
墓所は多磨霊園にある。

## 親族
妻に先立たれ、1946年8月、壺井栄の妹と再婚するも、2ヵ月後に離婚する。（その後何度か再婚と離婚を繰り返す。）
なお評論家の津田孝は徳永直の女婿にあたる。娘に女優の徳永街子（1935-2004）がいる。

## 主な作品

### 小説
- 『馬』
- 『黎明期』- 熊本電気黒川第一発電所勤務時代の経験に基づいた自伝的作品
- 『飛行機小僧』
- 『最初の記憶』
- 『他人の中』 - 丁稚奉公時代の経験に基づいた自伝的作品
- 『ひとりだち』

### 著書
- 『太陽のない街』戦旗社(日本プロレタリア作家叢書) 1929　のち岩波文庫、新潮文庫、角川文庫、新日本文庫
- 『失業都市東京 太陽のない街 第二部』中央公論社 1930　のち三一書房
- 『約束手形三千八百円也』新鋭文学叢書 改造社 1930
- 『能率委員会』日本プロレタリア傑作選集 日本評論社 1930
- 『小資本家』塩川書房(プロレタリア前衛小説戯曲新選集) 1930
- 『赤い恋以上』内外社 1931
- 『何処へ行く?』改造社 1931
- 『戦列への道』改世社 1931  のち青木文庫
- 『輜重隊よ前へ!』内外社 1931　のち筑波書林ふるさと文庫
- 『阿蘇山 徳永直自選集』新興書房 1932
- 『新しき出発 評論集』ナウカ社 1934
- 『逆流に立つ男 他三篇』リアリズム文学叢書 文学案内社 1935
- 『冬枯れ』ナウカ社(プロレタリア短篇小説集) 1935
- 『はたらく一家』三和書房 1938  のち新潮文庫
- 『八年制』新潮社(昭和名作選集) 1939
- 『梅と桜』新選随筆感想叢書 金星堂 1939
- 『はたらく人々』生活文学選集 春陽堂 1939  のち改題して『ひとりだち』
- 『先遣隊』改造社 1939
- 『藪の中の家』新潮社 (土の文学叢書) 1939
- 『長男 短篇集』金星堂 1940
- 『東京の片隅』筑摩書房 1940
- 『土に萠える』昭和書房 1940
- 『結婚記』河出書房 1940
- 『作家と生活 評論随筆集』桃蹊書房 1941
- 『風』桜井書店 1941
- 『幼ない記憶』桃蹊書房 1942
- 『小説勉強』伊藤書店 1943
- 『光をかかぐる人々 日本の活字』河出書房 1943 [3]
- 『甚左どんの草とり 少年小説』国華堂日童社(少国民図書館) 1943（装幀・吉田貫三郎）
- 『小さい記録 創作集』美和書房 1946
- 『町子』桜井書店(少年のための純文学選) 1947
- 『がま』高島屋出版部 1947  のち改題して『追憶』
- 『夜あけの風』新興出版社 1947
- 『泣かなかった弱虫』十月書房 1947
- 『妻よねむれ』新日本文学会 1948  のち角川文庫、新日本文庫
- 『はたらく歴史』新興出版社 1948
- 『私の小説勉強 小説作法』飯塚書店(芸術技法全書)1949  のち改題して「文学ノート」
- 『人生について』ナウカ社(ナウカ講座) 1949 のち改題して『私の人生論』として青木文庫
- 『あぶら照り』新潮社 1950
- 『村に来た文工隊』目黒書店(自選作品集) 1951
- 『静かなる山々』蒼樹社 1952  のち角川小説新書、青木文庫
- 『私の人生論』青木文庫　1952
- 『ソヴエト紀行』角川新書　1957
- 『一つの歴史 徳永直遺稿集』新読書社出版部 1958
- 『日本プロレタリア文学集』24・25（徳永作品だけで2巻）　新日本出版社　1987
- 『徳永直文学選集』全2巻 熊本出版文化会館 2008‐09

### 共著編
- 『弁証法読本』渡辺順三共著 ナウカ社 1933
- 『働く者の文学読本』（編）真光社 1948
- 『第二弁証法読本 史的唯物論入門』渡辺順三共著 新興出版社 1954